# Nowy Dwór (gmina w województwie włocławskim)
Nowy Dwór – dawna gmina wiejska istniejąca w latach 1973–1976 w woj. bydgoskim, a następnie w woj. włocławskim (dzisiejsze województwo kujawsko-pomorskie). Siedzibą gminy był Nowy Dwór.
Gminę Nowy Dwór utworzono 1 stycznia 1973 roku w powiecie radziejowskim w woj. bydgoskim. W jej skład weszły 22 sołectwa: Borowo, Brylewo, Budzisław, Bytoń, Czarnocice, Dąbrówka, Litychowo, Ludwikowo, Morzyce, Nasiłowo, Niegibalice, Nowe Witowo, Nowy Dwór, Oszczywilk, Pścinek, Pścinno, Stary Radziejów, Stefanowo, Stróżewo, Świesz, Wandynowo i Witowo-Kolonia (wszystkie ze zniesionej gromady Nowy Dwór, oprócz Świesza ze gromady Piotrków Kujawski). Obszar gminy Nowy Dwór odpowiadał z grubsza obszarowi zniesionej w 1954 roku gminy Bytoń (z siedzibą w Nowym Dworze), jednak nie do końca, ponieważ części dawnej gminy Bytoń weszły także w skład nowych gmin gminy Piotrków Kujawski, Radziejów i Topólka.
1 czerwca 1975 roku gmina weszła w skład nowo utworzonego woj. włocławskiego.
W kolejnych latach wewnętrzny podział gminy uległ redukcji sołectw, co wynika ze spisu w rozporządzeniu znoszącym gminę w 1976 roku (vide poniżej). Zniesiono sołectwa Borowo (do Świesza), Brylewo (do Nowego Dworu), Litychowo (do Bytonia), Oszczywilk (do Morzyc), Pścininek (do Pścinna), Stefanowo (do Ludwikowa) i Wandynowo (do Czarnocic).
15 stycznia 1976 roku gmina została zniesiona, a jej tereny przyłączone do gmin:
- Osięciny – obszary sołectw: Pścinno i Witowo Nowe oraz obszar PGR Morzyce z sołectwa Morzyce i wieś Wandynowo[6] z sołectwa Czarnocice,
- Piotrków Kujawski – obszary sołectw: Bytoń, Budzisław, Dąbrówka, Ludwikowo, Morzyce (z wyłączeniem obszaru PGR Morzyce), Nasiłowo, Nowy Dwór, Stróżewo i Świesz,
- Radziejów – obszary sołectw: Niegibalice i Stary Radziejów,
- Topólka – obszar sołectwa Czarnocice (bez wsi Wandynowo).

1 października 1982 z części dawnej gminy Nowy Dwór powstała gmina Bytoń: sołectw Pścinno, Wandynowo i Witowo oraz obszar PGR Morzyce z gminy Osięciny, sołetwa Budzisław, Bytoń, Dąbrówka, Ludwikowo, Morzyce, Nasiłowo, Nowy Dwór, Stróżewo i Świesz z gminy Piotrków Kujawski, sołectwo Niegibalice z gminy Radziejów oraz sołectwo Czarnocice z gminy Topólka. Jedynie Stary Radziejów pozostał w granicach gminy Radziejów.